# Only the Brave
Only the Brave (prt: Só para Bravos; bra: Homens de Coragem) é um filme biográfico de drama americano de 2017, dirigido por Joseph Kosinski e escrito por Ken Nolan e Eric Warren Singer, baseado no artigo do GQ "No Exit" de Sean Flynn. O filme conta a história dos Granite Mountain Hotshots, uma equipe de elite de bombeiros de Prescott, Arizona, que perdeu 19 dos 20 membros enquanto combatia o incêndio de Yarnell Hill em junho de 2013 e é dedicada à sua memória.  Ele apresenta um elenco, incluindo Josh Brolin, James Badge Dale, Jeff Bridges, Miles Teller, Alex Russell, Taylor Kitsch, Ben Hardy, Thad Luckinbill, Geoff Stults, Scott Haze, Andie MacDowell e Jennifer Connelly.
A filmagem começou no Novo México em junho de 2016. Only the Brave foi lançado nos Estados Unidos pela Columbia Pictures em 20 de outubro de 2017. Recebeu críticas positivas, com elogios ao elenco e comovente homenagem do filme aos envolvidos. O filme é dedicado aos Hotshots de Granite Mountain e suas famílias.

## Elenco
- Josh Brolin como Eric Marsh
- Miles Teller como Brendan McDonough
- Jeff Bridges como Duane Steinbrink
- James Badge Dale como Jesse Steed
- Taylor Kitsch como Christopher MacKenzie
- Jennifer Connelly como Amanda Marsh
- Andie MacDowell como Marvel Steinbrink
- Geoff Stults como Travis Turbyfill
- Alex Russell como Andrew Ashcraft
- Thad Luckinbill como Scott Norris
- Ben Hardy como Wade Parker
- Scott Haze como Clayton Whitted
- Jake Picking como Anthony Rose
- Natalie Hall como Natalie Johnson
- Pell James como Claire Caldwell
- Scott Foxx como Travis Carter
- Dylan Kenin como Robert Caldwell
- Ryan Busch como Dustin DeFord
- Kenny Miller como Sean Misner
- Ryan Jason Cook como William Warneke
- Brandon Bunch como Garret Zuppiger
- Matthew Van Wettering como Joe Thurston
- Michael McNulty como Kevin Woyjeck
- Nicholas Jenks como John Percin Jr.
- Sam Quinn como Grant McKee
- Howard Ferguson Jr. como Brian Ferguson
- Rachel Singer como Brendan's mother
- Ralph Alderman como Evaluator Hayes
- Brytnee Ratledge como Juliann Ashcraft
- Jenny Gabrielle como Desiree Steed
- Barbie Robertson como Marsena Thurston
- Jade Kammerman como Stephanie Turbyfill